# Giải vô địch bóng đá U-16 Đông Nam Á 2018
Giải vô địch bóng đá U-16 Đông Nam Á 2018 giải đấu này là giải đấu thứ 13 của giải vô địch bóng đá U-16 Đông Nam Á, được tổ chức bởi Liên đoàn bóng đá Đông Nam Á. Giải sẽ được tổ chức ở Indonesia vào ngày 29 tháng 7 – 11 tháng 8 năm 2018. Mười một đội tuyển trong số mười một hiệp hội thành viên của Liên đoàn bóng đá Đông Nam Á đã diễn ra trong giải đấu gồm 2 bảng của năm và sáu đội tuyển.

## Các đội tuyển tham dự
Tất cả 12 đội tuyển từ hiệp hội thành viên của Liên đoàn bóng đá Đông Nam Á có đủ điều kiện cho giải đấu.
Tổng cộng có 11 đội tuyển từ 11 hiệp hội thành viên tham gia giải đấu này, được liệt kê ở dưới đây:
| Đội tuyển   | Hiệp hội         | Tham dự | Thành tích tốt nhất lần trước                  |
| ----------- | ---------------- | ------- | ---------------------------------------------- |
| Thái Lan    | HHBĐ Thái Lan    | 9 lần   | Vô địch (2007, 2011, 2015)                     |
| Việt Nam    | LĐBĐ Việt Nam    | 11 lần  | Vô địch (2006, 2010, 2017)                     |
| Campuchia   | LĐBĐ Campuchia   | 9 lần   | Vòng tư (2016)                                 |
| Brunei      | HHBĐ Brunei      | 7 lần   | Vòng bảng (2002, 2007, 2013, 2015, 2016, 2017) |
| Indonesia   | HHBĐ Indonesia   | 9 lần   | Á Quân (2013)                                  |
| Lào         | LĐBĐ Lào         | 9 lần   | Á Quân (2002, 2007, 2011)                      |
| Malaysia    | HHBĐ Malaysia    | 10 lần  | Vô địch (2013)                                 |
| Myanmar     | LĐBĐ Myanmar     | 10 lần  | Vô địch (2002, 2005)                           |
| Philippines | LĐBĐ Philippines | 7 lần   | Vòng bảng (2002, 2011, 2013, 2015, 2016, 2017) |
| Singapore   | HHBĐ Singapore   | 9 lần   | Hạng tư (2008, 2011)                           |
| Đông Timor  | LĐBĐ Đông Timor  | 6 lần   | Hạng ba (2010)                                 |

## Địa điểm
| Sân vận động Gelora Delta | Sân vận động Gelora Joko Samudro |
| Sức chứa: 15.000          | Sức chứa: 25.000                 |
|                           |                                  |
| SidoarjoGresik            |                                  |

## Vòng bảng
- Tất cả các trận đấu đều diễn ra ở Palembang, Indonesia
- Tất cả thời gian được liệt kê theo giờ chuẩn Indonesia (UTC+07:00).
- Hai đội hàng đầu của mỗi bảng giành quyền vào bán kết.

### Các tiêu chí
Các đội tuyển được xếp hạng theo điểm số (3 điểm cho một trận thắng, 1 điểm cho một trận hòa, 0 điểm cho một trận thua). Nếu điểm bằng nhau, các tiêu chí tiếp sau được áp dụng theo thứ tự, để xác định thứ hạng.
1. Số điểm thu được trong các trận đấu giữa các đội liên quan;
2. Hiệu số bàn thắng thua từ các trận đấu giữa các đội liên quan;
3. Số bàn thắng được ghi từ các trận đấu giữa các đội liên quan;
4. Hiệu số bàn thắng thua trong tất cả các trận đấu bảng;
5. Số bàn thắng được ghi trong tất cả các trận đấu bảng;
6. Sút luân lưu nếu hai đội liên quan gặp nhau trận cuối cùng vòng bảng.
7. Điểm giải phong cách trong tất cả các trận đấu bảng (chỉ có một trong các khoản trừ này được áp dụng cho một cầu thủ trong một trận đấu):   - Thẻ vàng thứ nhất: trừ 1 điểm;
  - Thẻ đỏ gián tiếp (thẻ vàng thứ hai): trừ 3 điểm;
  - Thẻ đỏ trực tiếp: trừ 3 điểm;
  - Thẻ vàng tiếp theo bởi thẻ đỏ trực tiếp: trừ 4 điểm;
8. Bốc thăm

### Bảng A
| VT | Đội           | ST | T | H | B | BT | BB | HS  | Đ  | Giành quyền tham dự     |
| -- | ------------- | -- | - | - | - | -- | -- | --- | -- | ----------------------- |
| 1  | Indonesia (H) | 5  | 5 | 0 | 0 | 21 | 3  | +18 | 15 | Vòng đấu loại trực tiếp |
| 2  | Myanmar       | 5  | 3 | 1 | 1 | 17 | 7  | +10 | 10 | Vòng đấu loại trực tiếp |
| 3  | Việt Nam      | 5  | 3 | 1 | 1 | 15 | 7  | +8  | 10 |                         |
| 4  | Đông Timor    | 5  | 2 | 0 | 3 | 8  | 12 | −4  | 6  |                         |
| 5  | Campuchia     | 5  | 1 | 0 | 4 | 7  | 12 | −5  | 3  |                         |
| 6  | Philippines   | 5  | 0 | 0 | 5 | 3  | 30 | −27 | 0  |                         |

| Campuchia | 0–1      | Việt Nam                |
| --------- | -------- | ----------------------- |
|           | Chi tiết | Thanh Trung 36' (ph.đ.) |

| Indonesia | 8–0      | Philippines |
| --- | -------- | ----------- |
| Mochammad Supriadi 2' · Komang Teguh Trisnanda 18' · Muhammad Fajar Fathur Rachman 32' · Sutan Diego Armandoondriano Zico 45' · Rendy Juliansyah 56' · David Maulana 63' (ph.đ.) · Amirudin Bagus Kahfi Alfikr 67', 73' | Chi tiết |             |

| Myanmar                                                  | 3–2      | Đông Timor                                          |
| -------------------------------------------------------- | -------- | --------------------------------------------------- |
| Khun Kyaw Zin Hein 47' · Aung Ko Oo 61' · Naing Htwe 79' | Chi tiết | Osorio Angelo Da Costa Gusmão 43' · Aldo Amaral 73' |

| Việt Nam                                                      | 4–0      | Đông Timor |
| ------------------------------------------------------------- | -------- | ---------- |
| Thanh Trung 16', 75' · Trịnh Văn Chung 31' · Đoàn Chí Bảo 68' | Chi tiết |            |

| Campuchia                                                                        | 5–1      | Philippines   |
| -------------------------------------------------------------------------------- | -------- | ------------- |
| Lin Daradevid 16' · Met Samel 28' · Ky Rina 52', 72' · Bunthoeun Bunnarong 80+1' | Chi tiết | Renard Yu 11' |

| Myanmar                   | 1–2      | Indonesia                              |
| ------------------------- | -------- | -------------------------------------- |
| Zaw Win Thein 72' (ph.đ.) | Chi tiết | Amiruddin Bagus Kahfi Al-Fikri 8' (26) |

| Đông Timor                                                  | 2–1      | Campuchia     |
| ----------------------------------------------------------- | -------- | ------------- |
| Alito Da Silva Da Cruz 13' · Ejivanio Ferreira Da Costa 46' | Chi tiết | Bunnarong 29' |

| Philippines | 0–7      | Myanmar |
| ----------- | -------- | --- |
|             | Chi tiết | Naung Naung Soe 2', 29' · Aung Ko Oo 25' · Zaw Win Thein 34' · Pyae Phyo Aung 46' · Khun Kyaw Zin Hein 53' · Wai Yan Soe 77' |

| Việt Nam                                          | 2–4      | Indonesia |
| ------------------------------------------------- | -------- | --- |
| Thanh Trung 6', 73' (ph.đ.) · Võ Nguyên Hoàng 66' | Chi tiết | Muhammad Supriyadi 29' · Amiruddin Bagus Kahfi Al-Fikri 45' (ph.đ.), 61' · Andre Oktaviansyah 80+4' · Amiruddin Bagas Kaffa Arrizqi 66' |

| Myanmar                                                                             | 4–1      | Campuchia     |
| ----------------------------------------------------------------------------------- | -------- | ------------- |
| Ry Leap Pheng 55' (l.n.) · Naing Htwe 62' · Naung Naung Soe 65' · La Min Htwe 80+3' | Chi tiết | Met Samel 43' |

| Philippines | 1–6      | Việt Nam                                                                                       |
| ----------- | -------- | ---------------------------------------------------------------------------------------------- |
| Reyes 50'   | Chi tiết | Hoàng Văn Thông 19' · Nguyễn Quốc Hoàng 27', 58', 80+2' · Thanh Trung 40' · Đậu Ngọc Thành 80' |

| Indonesia                   | 3–0      | Đông Timor  |
| --------------------------- | -------- | ----------- |
| Bagus 49', 80+2' · Zico 72' | Chi tiết | Oscar 80+3' |

| Đông Timor                                                     | 4–1      | Philippines |
| -------------------------------------------------------------- | -------- | ----------- |
| Rosquillo 44' (l.n.) · Da Cruz 51' · C. Gusmão 53' · Gomez 55' | Chi tiết | Ortega 22'  |

| Việt Nam             | 2–2      | Myanmar                            |
| -------------------- | -------- | ---------------------------------- |
| Thanh Trung 27', 70' | Chi tiết | La Min Htwe 11' · Yan Kyaw Soe 59' |

| Campuchia | 0–4      | Indonesia                               |
| --------- | -------- | --------------------------------------- |
|           | Chi tiết | Rendy 11' · Bagus 21', 34', 43' (ph.đ.) |

### Bảng B
| VT | Đội       | ST | T | H | B | BT | BB | HS  | Đ  | Giành quyền tham dự |
| -- | --------- | -- | - | - | - | -- | -- | --- | -- | ------------------- |
| 1  | Thái Lan  | 4  | 3 | 1 | 0 | 12 | 2  | +10 | 10 | Knockout stage      |
| 2  | Malaysia  | 4  | 3 | 0 | 1 | 12 | 3  | +9  | 9  | Knockout stage      |
| 3  | Lào       | 4  | 2 | 1 | 1 | 5  | 4  | +1  | 7  |                     |
| 4  | Singapore | 4  | 1 | 0 | 3 | 7  | 9  | −2  | 3  |                     |
| 5  | Brunei    | 4  | 0 | 0 | 4 | 3  | 21 | −18 | 0  |                     |

| Brunei                   | 2–3      | Lào                                  |
| ------------------------ | -------- | ------------------------------------ |
| Idzzaham 1' · Hakeme 38' | Chi tiết | Anantaza 12' · Lekto 21' · Chony 48' |

| Brunei | 0–7      | Thái Lan |
| ------ | -------- | --- |
|        | Chi tiết | Arthit 10' · Thanakrit 17' · Thanarin 21' · Sitthinan 26' · Punnawat 58' (ph.đ.) · Panupong 63' · Sattawas 77' |

| Singapore   | 1–2      | Lào            |
| ----------- | -------- | -------------- |
| Z. Chua 77' | Chi tiết | Chony 16', 54' |

| Thái Lan                                       | 3–1      | Singapore   |
| ---------------------------------------------- | -------- | ----------- |
| Thanakrit 13' · Kittiphong 28' · Thodsawat 78' | Chi tiết | Z. Chua 69' |

| Malaysia                                                           | 6–1      | Brunei           |
| ------------------------------------------------------------------ | -------- | ---------------- |
| Asman 2', 50' · Fahmi 27' · Ikhwan 38' · Harith 46' · Danial 80+3' | Chi tiết | Eddy 79' (ph.đ.) |

| Malaysia                                            | 4–0      | Singapore |
| --------------------------------------------------- | -------- | --------- |
| Alif 8' · Harith 33' · Fahmi 46' · Ryaan 56' (l.n.) | Chi tiết |           |

| Lào | 0–0      | Thái Lan |
| --- | -------- | -------- |
|     | Chi tiết |          |

| Lào | 0–1      | Malaysia                           |
| --- | -------- | ---------------------------------- |
|     | Chi tiết | Anantaza 4' (l.n.) · Fahmi 75' 79' |

| Singapore                                        | 5–0      | Brunei |
| ------------------------------------------------ | -------- | ------ |
| Z. Chua 52', 53' · Rukaifi 59', 78' · Dashan 80' | Chi tiết |        |

### Vòng Knock Out
|  | Bán kết                    | Bán kết  |                            |       | Chung kết | Chung kết |
|  |                            |          |                            |       |           |           |
|  | ngày 9 tháng 8 – Sidoarjo  |          |                            |       |           |           |
|  |                            |          |                            |       |           |           |
|  | Indonesia                  | 1        |                            |       |           |           |
|  | Indonesia                  | 1        | ngày 11 tháng 8 – Sidoarjo |       |           |           |
|  | Malaysia                   | 0        |                            |       |           |           |
|  | Malaysia                   | 0        | Indonesia (p)              | 1 (4) |           |           |
|  | ngày 9 tháng 8 – Sidoarjo  |          | Indonesia (p)              | 1 (4) |           |           |
|  |                            | Thái Lan | 1 (3)                      |       |           |           |
|  | Thái Lan                   | Thái Lan | 1 (3)                      | 1     |           |           |
|  | Thái Lan                   |          |                            | 1     |           |           |
|  | Myanmar                    | 0        |                            |       |           |           |
|  | Myanmar                    | 0        | Tranh hạng 3               |       |           |           |
|  |                            |          |                            |       |           |           |
|  | ngày 11 tháng 8 – Sidoarjo |          |                            |       |           |           |
|  |                            |          |                            |       |           |           |
|  | Malaysia                   | 1        |                            |       |           |           |
|  | Malaysia                   | 1        |                            |       |           |           |
|  | Myanmar                    | 0        |                            |       |           |           |